# (10061) Ndolaprata
(10061) Ndolaprata est un astéroïde de la ceinture principale.

## Description
(10061) Ndolaprata est un astéroïde de la ceinture principale. Il fut découvert le 11 août 1988 à Siding Spring par Andrew J. Noymer. Il présente une orbite caractérisée par un demi-grand axe de 2,71 UA, une excentricité de 0,20 et une inclinaison de 12,2° par rapport à l'écliptique.

## Compléments